# ジャングリー・ドット・コム
ジャングリー・ドット・コム(Junglee.com)はAmazon.comが運営するインドのオンラインショッピングサービス。オンライン・オフラインの小売業者からの製品を消費者が見つけられるようにする。
Junglee.comは、スタンフォード大学の仮想データベース研究を事業化したもので、当初は仮想データベースはインターネットから情報を引き出し、企業向けソフトに提供する目的で使われた。
時代が進むにつれて、Junglee.comは販売者から販売されている全商品を購入できるようにすることでネット市場を作るために自社のデータベース技術を使用し始めた結果、消費者と企業の時間と金の節約をする事が可能になった。消費者はインターネットショッピングモール中の数百万の製品の中から欲しい製品の販売場所の特定や製品の比較、取引がパソコンなどの画面上で出来る。
1998年にアマゾンはJungleeを買収し、2012年2月にインドで価格比較サイトとしてJunglee.comを開設した。今日では、数千以上のオンライン・オフライン販売者から販売されているアパレルや家電、おもちゃ、ジュエリー、ビデオゲームのような様々な種類の製品をキュレートし検索できるようにしている。
消費者は閲覧可能な数百万の製品の中から好きな製品と価格帯を選べ、その後、条件にあった特定の製品を販売している販売者の元に行く事ができる。

## 参照リンク
- Amazon.com
- インドの電子商取引（英語版）
- スナップディール